# Honor Frost
Honor Frost (Nicòsia, 28 d'octubre de 1917 – Londres, 12 de setembre de 2010) fou pionera en el camp de l'arqueologia subaqüàtica i dirigí moltes recerques arqueològiques a la Mediterrània, sobretot al Líban. Destacà per la seua tipologia d'àncores de pedra i per les seves habilitats en il·lustració arqueològica.

## Vida primerenca
Frost nasqué a Nicòsia, Xipre. Era filla única, i quedà òrfena a una edat primerenca i estigué sota la custòdia de Wilfred Evill, un advocat de Londres i col·leccionista d'art.
Anà a una escola d'art, treballà en disseny d'escenografia de ballet i en el museu Tate Britain. A més dels seus interessos artístics, també fou una aventurera: una vegada es vestí de bus de la II Guerra Mundial a la festa d'un amic a Wimbledon amb intenció de bussejar en l'estany del s. XVII del jardí. Des d'aquesta primera incursió en el busseig, Frost es feu una excel·lent bussejadora i arribà a reivindicar que “el temps passat fora de l'aigua era temps malgastat.”

## Carrera
Frost es feu bussejadora després que Cousteau inventara l'escafandre autònom o SCUBA i treballà com a bus i artista en el primers anys 50 a França i Itàlia. Com a membre del primer club de submarinisme del món, el Club Alpin Sous-Marin, la seua primera experiència en excavació submarina de naufragis la feu amb Frederic Dumas.
Una expedició a Turquia tingué com a resultat el descobriment d'un naufragi de l'edat de bronze tardà a Gelidonya, pel qual Frost obtingué el reconeixement d'haver estat qui s'adonà de la seua importància. El naufragi havia estat anteriorment descobert pel bus turc Mustafa Kapkin i el fotoreporter nord-americà Peter Throckmorton al 1959. Però fou Frost qui va reconèixer que el naufragi no era micènic, sinó fenici, i això proporcionà la primera evidència que els fenicis havien comerciat per via marítima abans de l'edat de ferro. Ella convencé a Joan du Plat Taylor, a qui havia conegut en l'Institut d'Arqueologia del University College de Londres, per convertir-se en codirector de l'excavació de Gelidonya. El vaixell naufragat de l'edat del bronze, que va ser datat del s. XII ae, era el naufragi conegut més antic del món en aquell moment. L'excavació d'aquest naufragi és de molta importància perquè en fou el primer excavat seguint una metodologia científica rigorosa.
Al 1968 Frost dirigí una expedició de la UNESCO del far del port d'Alexandria, per la qual cosa al 1997 se li lliuraria una medalla del govern francès, per ser pionera en l'arqueologia submarina d'Egipte.
Des del 1971, dirigí la recerca de la nau de guerra fenícia de Marsala a Sicília, Itàlia.
Al 2005, el Club Sub-Aqua Britànic (BSAC) li donà el premi Colin McLeod de Foment de la cooperació internacional en el busseig pel seu treball en arqueologia.
Va morir el 12 de setembre de 2010. La col·lecció d'art que heretà després de la mort de Wilfred Evill la donà a la Fundació Honor Frost, la qual subministra fons per finançar activitats d'arqueologia submarina a la Mediterrània.

## Articles seleccionats
- Sota el mediterrani: antiguitats Marines, publicat per Routledge (1963, 1969)
- Diggings In The Deep en Saudita Aramco World, Novembre/desembre (1964) pàgs. 28–32
- Ancore, the potsherds of marine archaology: on the recording of pierced stones from the Mediterranean en Marine Archaeology 1973, pàgs. 397–409.
- The Punic wreck in Sicily 1. Second season of excavation (1974), en International Journal Nautical Archaeology Volume 3 Issue 1 pàgs. 35–40 (1974)
- The Marsala Punic Warship
- The Pharos Site, Alexandria, Egypt International Journal of Nautical Archaeology, (1975) 4.126–130.
- When is a wreck not a wreck International Journal of Nautical Archaeology, (1976) vol 5 issue 2 pp 101–105
- Pyramidal Stone Anchors: An Enquiry in Institute of Nautical Archaeology (INA) TROPIS Volume 1 (1985)[1]
- Where did they build ancient warships? in Institute of Nautical Archaeology (INA) TROPIS Volume 2 (1987)[2]
- How Carthage Lost the Sea: Off the Coast of Sicily, a Punic Warship Gives up its Secret, Natural History, December 1987; 58–67
- Where did Bronze Age Ships Keep their Stone Anchors? in Institute of Nautical Archaeology (INA) TROPIS Volume 3 (1989)
- Old Saws Institute of Nautical Archaeology (INA) TROPIS Volume 4 (1991)